# Ludwig Stern (Politiker)
Caspar Heinrich Ludwig Stern (* 2. Februar 1778 in Kassel; † 15. Februar 1828 ebenda) war Bürgermeister von Kassel.

## Leben
Stern war der Sohn des Reservatenkommissars in Bovenden Christian Stern. Er heiratete im März 1816 in Kassel Sophie Marie Friedericke Steinbach (1783–1864), die Tochter des Geheimen Kammerrates Heinrich Steinbach (1754–1848). Aus der Ehe ging ein Sohn hervor.
Stern studierte ab dem 20. April 1793 Rechtswissenschaften in Marburg und ab dem 16. März 1796 in Göttingen. Er war 1814 bis 1821 Bürgermeister von Kassel und danach Stadtgerichtsdirektor. 1815/16 war er Städtedeputierter beim Landtag und nach 1816 Mitglied des landständischen Ausschusses.